# Dixit Dominus (Haendel)
Pour les articles homonymes, voir Dixit.
Le Dixit Dominus, HWV 232 est une œuvre sacrée de Georg Friedrich Haendel dont le texte est emprunté au psaume 110.
En 1706, Haendel entame un voyage de trois ans en Italie qui le conduira à Rome, Florence, Naples et Venise. C'est à Rome, en avril 1707, qu'il achève la composition de son Dixit Dominus.
Désirant probablement impressionner ses protecteurs et bienfaiteurs romains (dont plusieurs cardinaux) qui l'avaient accueilli malgré sa confession luthérienne, Haendel, alors âgé de 22 ans, compose une œuvre originale qui, tout en rappelant certaines compositions chorales de Vivaldi, lui permet de faire une entrée remarquée sur la scène musicale.
La structure de l'œuvre, qui alterne ou conjugue chœurs et arias pour solistes (2 sopranos, contre-ténor, 2 ténors, basse) afin de souligner le contenu émotionnel du psaume, en fait une sorte de cantate sacrée en huit parties.
L'exécution totale de l'œuvre dure environ trente-cinq minutes.

## Circonstances de la composition
L'année 1703 marque un tournant important dans la vie de Georg Friedrich Haendel : à dix-huit ans, il quitte sa ville natale de Halle-sur-Saale pour Hambourg, où il devient un musicien accompli. À Hambourg, il obtient rapidement un poste de second violon à l'opéra et travaille aux côtés du compositeur Reinhard Keiser. Ses premiers opéras sont composés durant cette période. Curieusement, il ne reste aucune musique sacrée connue de cette époque, ce qui suggère que Haendel se sentait plus à l'aise dans un contexte théâtral.

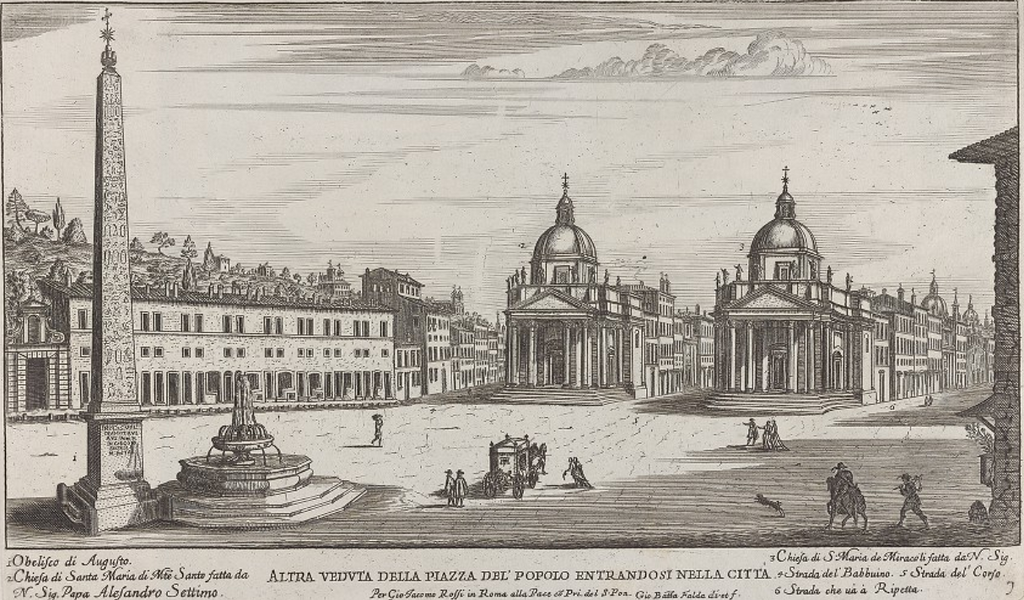
Basilique Santa Maria in Montesanto, sur la piazza del Popolo à Rome, où a été créée l’œuvre.

Fin 1706 ou début 1707, Haendel part pour l'Italie et s'installe principalement à Rome et ses environs jusqu'en 1710. Son principal mécène est alors le marquis (futur prince) Francesco Ruspoli, qui l'emploie comme musicien occasionnel et lui commande de nombreuses cantates profanes. Parallèlement, Haendel se crée un réseau au sein de la société romaine et rencontre trois cardinaux influents : Pietro Ottoboni, Carlo Colonna et Benedetto Pamphili, qui écrira plus tard le livret de l'oratorio Il trionfo del Tempo e del Disinganno (1707), un chef-d'œuvre de Haendel.
En 1707, le cardinal Colonna propose à Haendel de composer la musique pour la fête de Notre-Dame du Mont-Carmel, célébrée chaque année le 16 juillet à l'église carmélite Santa Maria in Montesanto de Rome. Colonna, proche de l'ordre des Carmélites, finance ce projet, qui comprend le Dixit Dominus et d'autres psaumes en latin. Cette commande prestigieuse représente pour Haendel, un protestant allemand, une occasion unique de se faire un nom à Rome. Le Dixit Dominus et le Nisi Dominus, également composé en 1707, ont très probablement été chantés lors des secondes vêpres de la fête.
Elle touche si profondément les autorités religieuses que celles-ci lui proposent de se convertir au catholicisme, ce qu'il décline poliment.
Selon Constance Luzzazi, la partition autographe suggère une composition antérieure dans des circonstances inconnues. L'autographe de cette partition, conservée à Münster, est la plus ancienne connue de Haendel.

## Texte

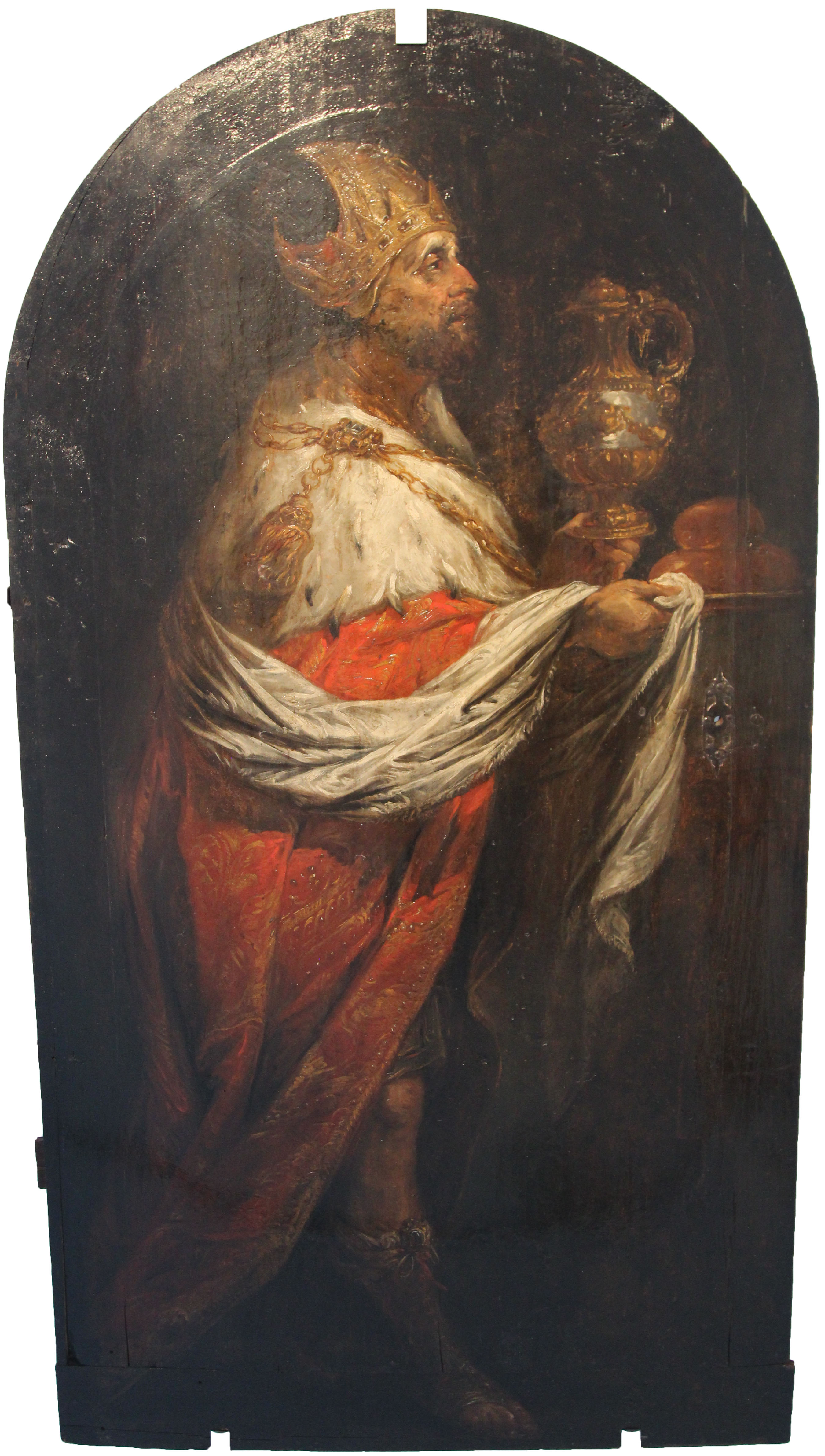
Le roi Melchisédech, par Michael Willmann (1681)

Le texte est issu du Psaume 110 (109), sauf le mouvement final, la doxologie, qui est le Gloire au Père.
Ce psaume est l'un des plus obscurs et son interprétation varie selon les religions (juive ou chrétienne) et les exégètes, toutefois on s'accorde - dans une tradition chrétienne - à lui donner une signification ayant trait à la venue du Messie, qui - toujours dans cette tradition - est le Christ.
Le psaume s'ouvre sur les paroles de Dieu (l'Eternel) s'adressant à son Seigneur, son Fils, le Christ. Dieu promet à son Fils le pouvoir et la domination sur ses ennemis. Le texte fait référence à Melchisédech, un roi et prêtre du Dieu unique qui a vécu 1700 ans avant J.-C., et qui est considéré comme une préfiguration du Messie dans l'écriture,. Le psaume affirme que le Messie sera « prêtre selon l’ordre de Melchisédech ». L'Épître aux Hébreux, se réfère à ce passage pour démontrer que Jésus est le Messie promis, soulignant que son sacerdoce est éternel et lui permet de sauver ceux qui s'approchent de Dieu,.
Le torrent (De torrente) est interprété par Prosper Guéranger comme « le torrent des afflictions », auquel le Christ s'abreuve et s'humilie, afin d'y puiser sa force.
Le texte du Dixit Dominus est riche en interprétations. Alors que la tradition chrétienne l'associe principalement à la venue de Jésus, d'autres lectures existent. Par exemple, Pierre Corneille interprète le « Seigneur » auquel Dieu s'adresse comme étant le Verbe, le Logos, autrement dit l'Esprit Saint.

## Musique

### Mouvements
| Mouvement | Type et voix            | Texte (français) | Texte (latin) |
| --------- | ----------------------- | --- | --- |
| 1         | Chœur                   | Parole de l’Éternel à mon Seigneur : Assieds-toi à ma droite, jusqu’à ce que je fasse de tes ennemis ton marchepied.                   | Dixit Dominus Domino meo: Sede a dextris meis, donec ponam inimicos tuos scabellum pedum tuorum.                         |
| 2         | Aria (alto solo)        | L’Éternel fera sortir de Sion le sceptre de ta puissance : règne au milieu de tes ennemis.                                             | Virgam virtutis tuae emittet Dominus ex Sion: dominare in medio inimicorum tuorum.                                       |
| 3         | Aria (soprano solo)     | A toi la primauté au jour de ta puissance, environné des splendeurs des saints. Je t’ai engendré de mon sein avant l'étoile du jour    | Tecum principium in die virtutis tuae splendoribus sanctorum. Ex utero ante luciferum genui te.                          |
| 4         | Chœur                   | L’Éternel l’a juré, et il ne s’en repentira point :                                                                                    | Juravit Dominus et non poenitebit eum:                                                                                   |
| 5         | Chœur                   | Tu es prêtre pour toujours, selon l'ordre de Melchisédech.                                                                             | Tu es sacerdos in aeternum secundum ordinem Melchisedech.                                                                |
| 6         | Solistes et chœur       | Le Seigneur, à ta droite, brisera des rois le jour de sa colère.                                                                       | Dominus a dextris tuis, confregit in die irae suae reges.                                                                |
| 7         | Chœur                   | Il exercera son jugement parmi les nations. Il transformera tout en ruines ; il fracassera par terre les têtes d’une multitude.        | Judicabit in nationibus, Implebit ruinas, conquassabit capita in terra multorum.                                         |
| 8         | Duo de soprano et chœur | Il boira de l'eau du torrent dans le chemin et c'est pour cela qu'il relèvera sa tête.                                                 | De torrente in via bibet, propterea exaltabit caput.                                                                     |
| 9         | Chœur                   | Gloire au Père, au Fils et au Saint Esprit. Comme il était au commencement, maintenant et toujours pour les siècles des siècles. Amen. | Gloria Patri, et Filio, et Spiritui Sancto, Sicut erat in principio, et nunc, et semper, et in saecula saeculorum. Amen. |

### Analyse

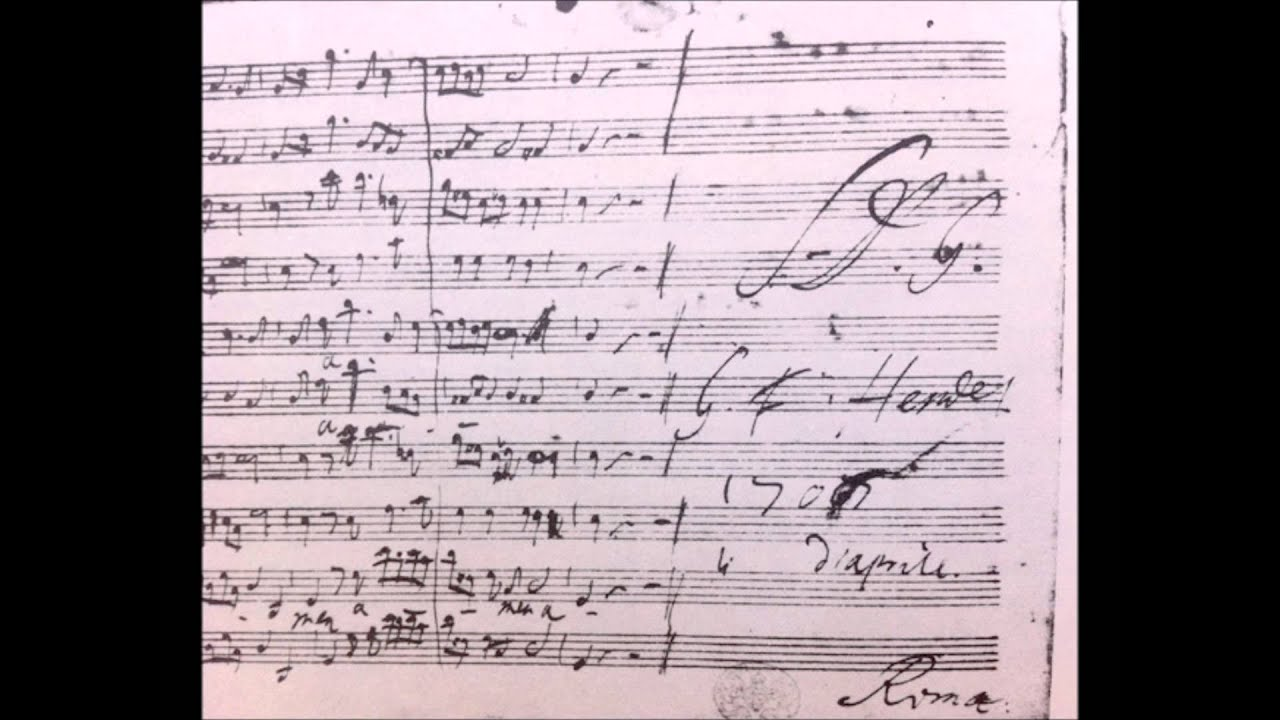
Dernière page de l'autographe de la partition

Le Dixit Dominus de Haendel est caractérisé par une expression musicale intense et contrastée. L'œuvre est structurée par une alternance de rythmes, de textures et d'ambiances distinctes, créant un effet dramatique remarquable. Par exemple, le premier mouvement débute par un contrepoint complexe et énergique, avant de céder la place à des passages plus lents et lyriques chantés par la soprano et l'alto. De même, le mouvement choral Judicabit in nationibus se distingue par une section en alla breve majestueuse, qui évolue ensuite vers un rythme plus rapide et des répétitions intenses du mot ruinas. Ce dynamisme constant, entre dynamisme et intériorité, est au cœur de l'esthétique de l'œuvre.
L'influence de l'Italie, où Haendel a composé cette partition, est perceptible dans le Dixit Dominus. Le compositeur y intègre à la fois des éléments du style concertant italien où des groupes d'orchestre se répondent, et du style mélodique notamment à travers l'utilisation de solos vocaux virtuoses. Cette influence se mêle à la maîtrise du contrepoint luthérien dont Haendel avait déjà fait preuve dès son plus jeune âge. Le résultat est une œuvre qui allie la rigueur de l'écriture contrapuntique à la sensualité et à l'émotion propres à la musique italienne de l'époque.
Le Dixit Dominus est également remarquable par son utilisation du « figuralisme », c'est-à-dire la volonté de traduire le texte biblique de manière musicale. Haendel utilise divers procédés pour illustrer le sens des paroles, comme dans le mouvement Judicabit, où l'idée de la puissance divine capable de « briser » (conquasabit) est rendue par des notes répétées avec véhémence et des harmonies audacieuses et frappantes. Un autre exemple est secundum ordinem Melchisedech, sur une gamme descendante, illustrant le pouvoir de Dieu descendant sur Terre, tandis que Tu es sacerdos in aeternum est sur une gamme montante, illustre la montée vers Dieu apportée par l'ordination en prêtre.
Enfin, le Dixit Dominus, composé en 1707, peut être considéré comme une préfiguration du célèbre oratorio Le Messie, composé 34 ans plus tard. Les deux œuvres, bien que séparées par plusieurs années, partagent une même interrogation sur la figure du Messie et utilisent un langage musical similaire, fait de contrastes saisissants et d'une grande expressivité.